# Жулиета Шишманова
Жулиета Шишманова е българска състезателка по гимнастика (спортна и художествена) и треньорка по художествена гимнастика.

## Биография
Родена на 5 януари 1936 като 4-та дъщеря на Марко Шишманов в Несебър. Първите си стъпки в спортната гимнастика прави като ученичка в Поморие при Димитър Иванов. После в Бургас необикновената и енергия е забелязана от Спасия Вълчанова и Невена Ганчева.
По-късно е включена в представителния отбор по спортна гимнастика, но Жулиета Шишманова търси новото в художествената гимнастика. На 7 октомври 1956 г. в Бургас заедно с първото републиканско първенство по спортна гимнастика се провежда и дебютното по художествена гимнастика.
С нейните възпитанички Мария Гигова, Нешка Робева, Румяна Стефанова и Красимира Филипова става всепризната треньорка.
На 16 март 1978 г. Жулиета Шишманова и пианистката Снежана Михайлова загиват в самолетна катастрофа на път за Варшава.

## Постижения
- След световното първенство в Копенхаген през 1967 г. чуждите вестници пишат: „Българките са най-добри“. Шишманова със своята възпитаничка Мария Гигова, спечелила първия златен медал (на обръч) за България, показва на света, че се заражда новата съвременна българска школа.
- През 1969 е официалният триумф на Шишманова във Варна.
- На следващото първенство в Хавана Мария Гигова отново е най-добра в света, а Шишманова – всепризната треньорка.
- За постижения в работата си е носител на редица държавни отличия (заслужил майстор на спорта, заслужил треньор, герой на социалистическия труд)

## Факти
- През 1981 спортната журналистка Маргарита Рангелова издава документален очерк за Жулиета Шишманова и нейните възпитанички Мария Гигова, Нешка Робева, Румяна Стефанова и Красимира Филипова.
- Международният турнир за приз „Жулиета Шишманова“ е кръг от веригата „Гран При“.